# De Nederlandsche Bank

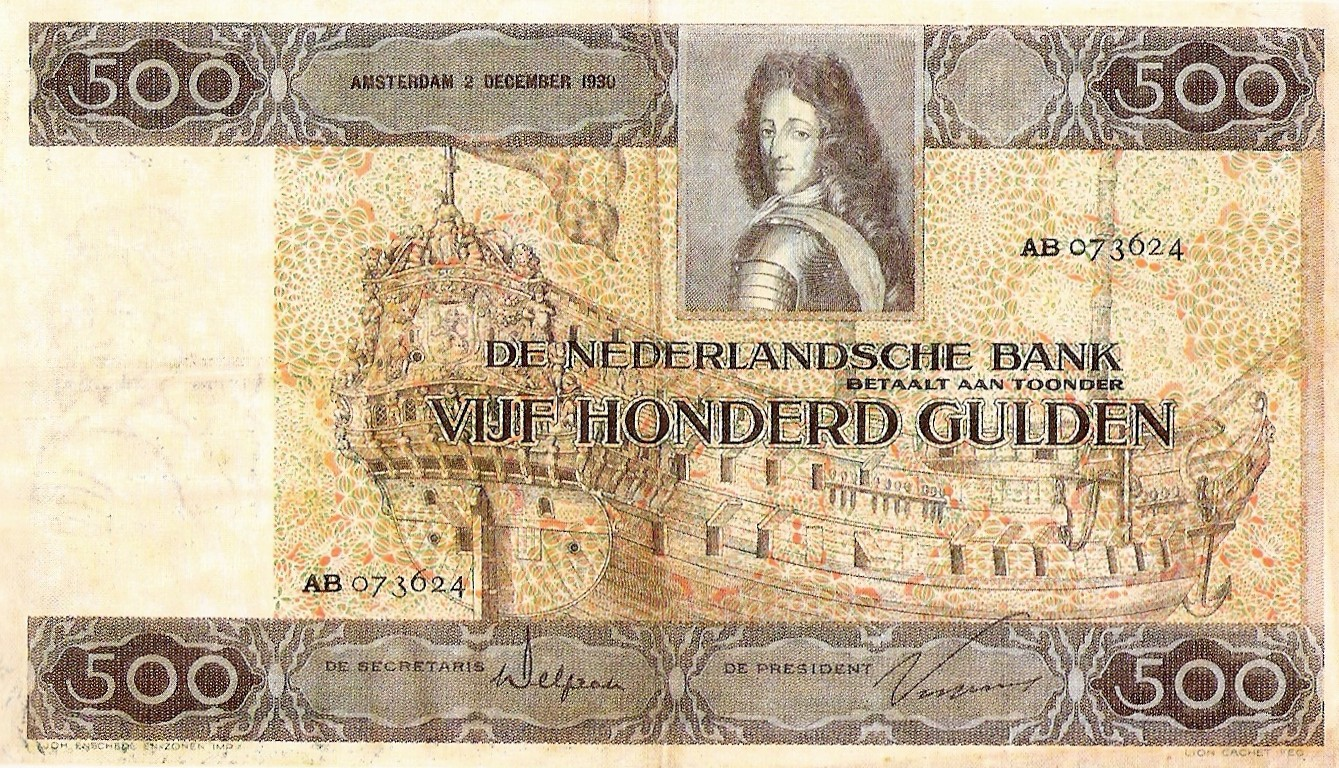
500 Gulden der De Nederlandsche Bank von 1930

De Nederlandsche Bank NV (DNB) (deutsch: „Die Niederländische Bank AG“) ist die Zentralbank der Niederlande und Mitglied des Europäischen Systems der Zentralbanken.
Die Zentrale der DNB befindet sich in Amsterdam befand sich bis 1968 am Turfmarkt. Dann bezog sie einem Büroturm am Frederiksplein (Westeinde 1), der nach einem Entwurf von Marius Duintjer von 1961 errichtet worden war. Das Gebäude steht auf dem Platz des früheren Paleis voor Volksvlijt. Als es zu klein geworden war, wurde ein runder Büroturm angebaut. An der Sarphatistraat 1, schräg gegenüber, gab es bis 2020 ein Bezoekerscentrum. Die Zweigstellen in Eindhoven, Hoogeveen und Wassenaar wurden 2007 geschlossen.

## Geschichte
Die Nederlandsche Bank wurde am 25. März 1814 durch König Wilhelm I. gegründet. Sie hat das niederländische Monopol zur Ausgabe von Banknoten. Am 22. Dezember 1863 wurde sie als Zentralbank konsituiert.
Im Zweiten Weltkrieg konnte die Nederlandsche Bank nach der Besetzung durch die Wehrmacht anfangs ihren Geschäftstätigkeiten noch in gewohnter Weise nachgehen. Im Jahr 1943 setzte der Reichskommissar Arthur Seyß-Inquart das Bankengesetz außer Kraft und unterwarf der Bank der Finanzpolitik des Besatzungsregimes. Seit 1948 ist der niederländische Staat der alleinige Anteilseigner an der Aktiengesellschaft.
Bis zum Beitritt der Niederlande im Jahr 1999 zur Europäischen Wirtschafts- und Währungsunion legte die Zentralbank den Leitzins fest. Der Präsident der Bank ist zugleich kroonlid des Sociaal-Economische Raads (SER).
2005 fusionierte die Bank mit der Pensioen- en Verzekeringskamer. Auf dem One Planet Summit 2017 war die Bank eines der acht Gründungsmitglieder des Networks for Greening the Financial System (NGFS).

## Präsidenten
An der Spitze der DNB steht ein Präsident:
- 1814–1816: Paul Iwan Hogguer
- 1816–1827: Jan Hodshon
- 1827–1828: Jaques Teysset
- 1828–1835: Jacob Fock
- 1835–1844: Willem Mogge Muilman
- 1844–1858: Abraham Fock
- 1858–1863: Hendrik Croockewit
- 1863–1884: Willem Mees
- 1885–1891: Nicolaas Pierson
- 1891–1912: Norbertus van den Berg
- 1912–1931: Gerard Vissering
- 1931–1941: Leonardus Trip
- 1941–1945: Meinoud Rost van Tonningen
- 1945–1946: Leonardus Trip
- 1946–1967: Marius Holtrop
- 1967–1981: Jelle Zijlstra
- 1982–1997: Wim Duisenberg
- 1997–2011: Nout Wellink
- seit 2011: Klaas Knot[9]